# Atahualpa
Atahualpa (kečuánsky Atawallpa, asi 1502? – 26. července 1533 Cajamarca) byl poslední neomezený císař Tahuantinsuyu neboli Incké říše.
Po smrti jeho otce Huayna Capaca nastal mezi ním a jeho starším nevlastním bratrem Huáscarem boj o moc, v němž Atahualpa zvítězil a ovládl Inckou říši. Jeho moc skončila po příchodu Francisca Pizarra, který Atahualpu zajal a použil jako rukojmího k získání kontroly nad Inckou říší. Nakonec španělští dobyvatelé Atahualpu popravili, čímž nastal úpadek Incké říše. Atahualpa byl syn Huayna Capaca a Shyri, quitské královny, která byla jako princezna zvaná Pacha.

## Historie
Po smrti jejich otce Huayna Capaca, který zemřel na infekční nemoc, patrně malárii nebo pravé neštovice a smrti jejich staršího bratra, Ninana Cuyochiho, který měl být dědicem, byla říše rozdělena mezi zbylé dva přeživší bratry, Huáscara a Atahualpu. Huascar vládl většině říše z Cuzca, Atahualpa vládl severu z Quita, odkud pocházela jeho matka. Několik let vládli v míru, pak se však Huascar odhodlal získat veškerou moc pro sebe a vytáhl do boje. Atahualpa byl poražen a zajat, nicméně dokázal uprchnout ze zajetí, získal na svou stranu některé generály a roku 1532 se stal jediným vládcem incké říše.
Hned následujícího roku se však do říše vypravili španělští dobyvatelé pod vedením Francisca Pizarra, Atahualpa se jim vydal naproti s několikatisícovým slavnostním průvodem. Inkové byli v naprosté převaze, protože výprava Španělů čítala necelých 200 vojáků a Atahualpa je v Cajamarce slavnostně přivítal. Po nedorozumění Španělé zautočili střelnými zbraněmi, kterým se Inkové nedokázali bránit. Mnozí byli usmrcení a Atahualpa byl zajat.
Španělé mu přislíbili svobodu, když určenou místnost naplní zlatem. Atahualpa to splnil, přidal dokonce i dvojnásob stříbra, místo svobody se však dočkal soudu. Byl křivě obviněn z modlářství a pobuřování, načež byl odsouzen k upálení. To Atahualpa nechtěl dopustit, věřil že jeho tělo musí zůstat nedotčeno, aby se jeho duše dostalo do nebe. Španělé mu nabídli, že když se nechá pokřtít, bude pouze uškrcen. K tomu také došlo za použití garoty. Pokřtěn byl jako Francisco Atahualpa.

## Odkaz v umění
Atahualpa je hlavní postavou kontrafaktuálního postmoderního románu francouzského spisovatele Laurenta Bineta Civilizace (Civilizations, 2019, česky v roce 2021 vydalo nakladatelství Argo, překlad Michala Marková).